# ميغيل ميسيل كروز
ميغيل ميسيل كروز (بالإسبانية: Miguel Angel Cruz)‏ هو منافس ألعاب قوى مكسيكي، ولد في 29 سبتمبر 1955.

## وصلات خارجية
- ميغيل ميسيل كروز على موقع أوليمبيديا (الإنجليزية)